# Brateș
Brateș es una comuna ubicada en el distrito de Covasna, Rumania.

## Superficie
Posee una superficie de 33,92 kilómetros cuadrados.

## Demografía
Hasta 2021 la población era de 1409 habitantes, con una densidad de población de 41,54 habitantes por kilómetro cuadrado.